# Wyższe Seminarium Duchowne Braci Mniejszych w Krakowie
Wyższe Seminarium Duchowne Franciszkanów (OFM) pw. św. Bonawentury w Krakowie przy parafii pw. Stygmatów św. Franciszka z Asyżu w Krakowie, przynależące do zakonnej Prowincji Matki Bożej Anielskiej. 
Seminarium prowadzi działalność naukowo-dydaktyczną przygotowującą poprzez studia filozoficzno-teologiczne i formację do kapłaństwa. Od 1995 r. jest afiliowane do Papieskiej Akademii Teologicznej w Krakowie. Od 2018 r. działa w ramach Studium Franciszkańskiego w Krakowie. Kandydaci na studia mający świadectwo dojrzałości odbywają najpierw roczny nowicjat w Leżajsku. 
Studia trwają sześć lat. Absolwenci uzyskują tytuł magistra teologii nadany przez Uniwersytet Papieski Jana Pawła II
W seminarium działają grupy kleryckie:
- Grupa misyjna
- Grupa Ekumeniczna
- Krąg Biblijny
- Grupa powołaniowa
- FBI (Franciszkański Biuletyn Informacyjny)

## Rektorzy
- o. dr Wacław Michalczyk OFM
- o. dr Marek Wach OFM
- o. dr Eligiusz Dmowski OFM
- o. dr Krzysztof Paszkiewicz OFM
- o. dr Andrzej Duk OFM
- o. dr Alojzy Warot OFM
- o. dr Norbert Cebula OFM
- o. dr Grzegorz Chomiuk OFM[2]